# Käthe Jatho-Zimmermann
Käthe Jatho-Zimmermann (geborene Käthe Zimmermann, Pseudonym: Karl Zimmermann; * 21. Juni 1891 in Bergisch Gladbach; † 1989 in Köln) war eine deutsche Schriftstellerin. Sie begründete zusammen mit Franz Wilhelm Seiwert und Carl Oskar Jatho in den Jahren 1919–1921 die Kalltalgemeinschaft, eine progressive Künstlerkolonie in der Eifel.

## Leben
Käthe Zimmermann wuchs in Köln auf und absolvierte 1910 eine Lehrerinnenbildungsanstalt mit einer Lehrbefähigung für mittlere und höhere Schulen. Es folgten Auslandsaufenthalte in Belgien (1910/11) und England (1911/12), bei denen sie an Internaten unterrichtete. Zurück in Köln studierte sie an der Handelshochschule, die sie mit zwei Diplomarbeiten in den Fächern Französisch und Sozialwissenschaften abschloss. Die Arbeit mit dem Titel Belgische Arbeiterwohnungen wurde 1916 im Archiv für Sozialwissenschaft und Sozialpolitik abgedruckt.
Käthe Zimmermann veröffentlichte seit 1915 Schriften unter dem Pseudonym Karl Zimmermann. 1916 heiratete sie Carl Oskar Jatho; aus der Verbindung ging 1917 der Sohn Kurt hervor. In der gemeinsamen Wohnung in Köln veranstaltete das Paar Vortrags- und Diskussionsabende sowie Ausstellungen, zu denen früh auch der junge Künstler Franz Wilhelm Seiwert stieß. Es entwickelte sich eine enge Freundschaft zwischen dem Ehepaar Jatho und Seiwert. Uli Bohnen als Seiwert-Forscher geht davon aus, dass die Jatho-Wohnung in dieser Zeit ein Treffpunkt größerer Teile der Kölner Intellektuellen und Kriegsgegner war. Im Jahr 1916 organisierte sie in der Wohnung eine Privatausstellung mit Werken von Franz Marc, Wassili Kandinsky, Lionel Feininger, Erich Heckel, Ernst Ludwig Kirchner und anderen. Käthe Jathos Vortrag über den „damals noch sehr jungen Expressionismus“ fand gemäß den Nachkriegserinnerungen ihres Mannes großes Interesse und „leidenschaftliche Befassung“ in der Szene.
1919 zogen die Jathos und Seiwert mit Käthe Jatho als einziger Frau und ihrem zweijährigen Sohn nach Simonskall bei Hürtgenwald in der Eifel, um den Traum einer proletarischen Schriftsteller- und Künstlerkolonie und mit gemeinsamer künstlerischer Produktion zu verwirklichen. Käthe Jatho war in dieser Zeit Autorin mehrerer Ausgaben der Kalltalpresse und Mitherausgeberin der Druckschriften der Gruppe. Das Gedicht Gemeinschaft widmete sie Angelika Hoerle.
Das Siedlungsexperiment wurde 1921 beendet, und die Familie zog zurück nach Köln, wo Käthe Jatho seit 1922 fest angestellt als Handelsschullehrerin an der kaufmännischen Berufsschule Köln unterrichtete.
1944 wurde das Wohnhaus der Jathos durch Luftangriffe zerstört. Nach Kriegsende unterbrach Käthe Jatho die Lehrtätigkeit für zwei Jahre, um als Redakteurin eines städtischen Mitteilungsblattes zu arbeiten, bevor sie sich wieder um Aufnahme in den Schuldienst bewarb.
Aus der Nachkriegszeit sind einige Essays überliefert, u. a. unter dem Titel „Schutzgeister eines kölnischen Kindes“ im ersten Merian-Heft zur Stadt Köln von 1948, in dem sie sich aus der Perspektive ihrer Kindheit in Köln mit den romanischen Kirchen der Stadt auseinandersetzte. Der Text wurde 2001 in einer Anthologie zur Romanik in Köln wiederaufgelegt.
Käthe Jatho-Zimmermann starb 1989 im Alter von 98 Jahren in Köln.

## Schriften
- Das Problem Belgien, oder: Es lege der Geuse! Eugen Diederichs Verlag, Jena 1915
- Der Hauptmann Deutschle: Ein Buch für Enkel. Erste Druckschrift der Kalltal-Gemeinschaft. Kalltal-Presse, unter Pseudonym Karl Zimmermann, Max Rascher Verlag, Zürich 1919
- Die Gemeinschaft der Einsamen. Eine Huldigung dem Christentum in seinen Genien Platon / Franziskus / Richard Wagner / Friedrich Nietzsche. Dritte Druckschrift der Kalltal-Gemeinschaft. Kalltal-Presse, unter Pseudonym Karl Zimmermann, Eugen Diederichs Verlag, Jena 1919
- Himmelfahrt der Venus. Gedichtsammlung.[5] Achte Druckschrift der Kalltalgemeinschaft. Kalltal-Presse, unter Pseudonym Karl Zimmermann,  Eugen Diederichs Verlag, Jena 1920

### Übersetzungen
- E. Moberly Bell: Octavia Hill. Ein Lebensbild. Schwann, Düsseldorf 1948 (Übertragung ins Deutsche durch Käthe Jatho)